# María José Poncell

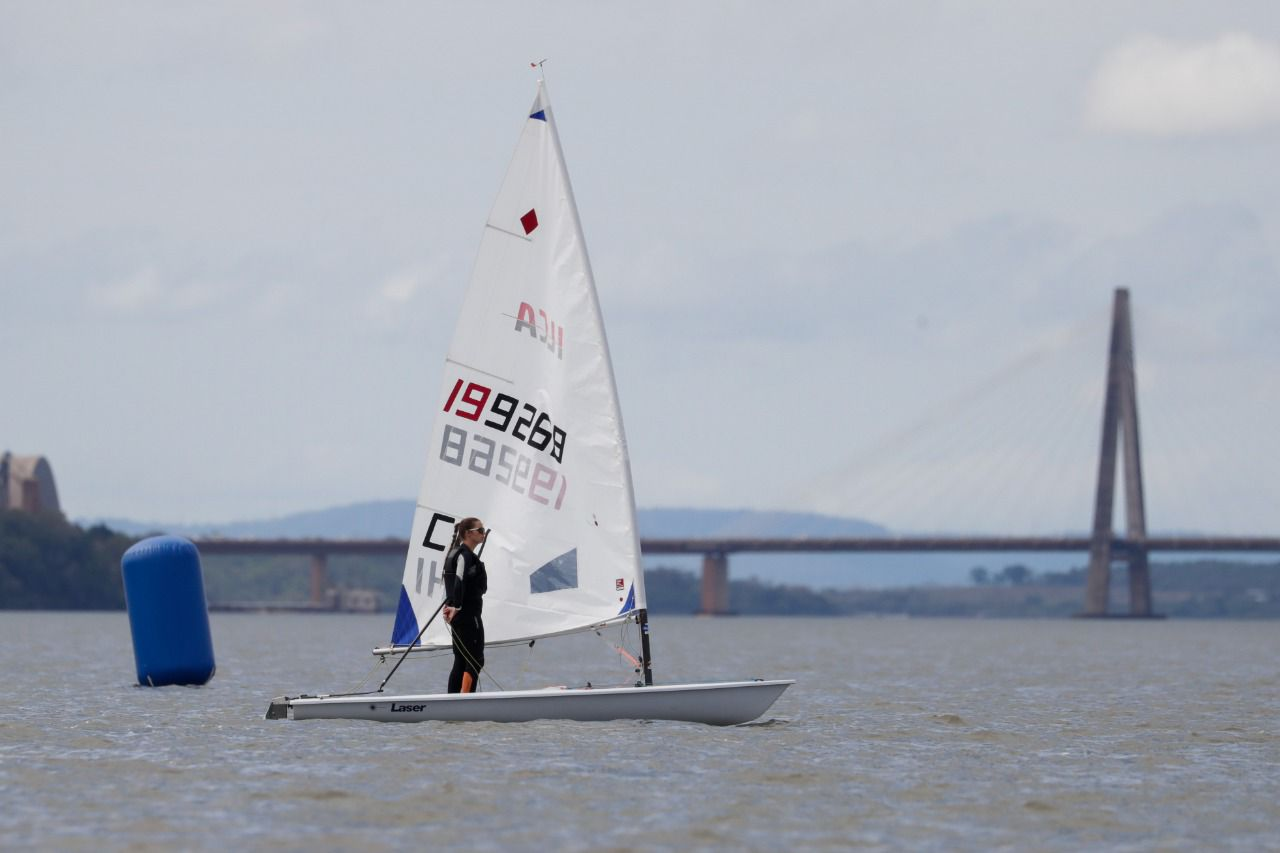
Coté Poncell en ILCA

María José Poncell Maurin (Santiago, 3 de septiembre de 1995) es una abogada y velerista chilena. También conocida como "Coté".

## Familia y estudios
María José nació en Santiago, hija del velerista español, Antonio Poncell, y la velerista chilena, Marissa Maurin (Actual Presidenta de la Federación Chilena de Vela). Estudió Derecho en la Pontificia Universidad Católica de Chile.
Como abogada se ha desempeñado como asesora legislativa y trabajando en el Servicio Nacional de Protección Especializada a la Niñez y Adolescencia de Chile.

## Trayectoria
Se inició en la vela por sus padres. Ha participado en varias competencias a nivel nacional e internacional.
Ha participado en diversas clases de veleros, siendo el Laser Radial (ILCA 6) su especialidad.
Es 12 veces campeona nacional en categoría femenina en Laser Radial y, además, destacadas participaciones en campeonatos internacionales, como TOP 10 en Mundial ISAF Junior, medalla de oro en los Juegos Bolivarianos de 2016, medalla de bronce en los Juegos Odesur de 2018  y medalla de bronce en los Juegos Panamericanos Santiago 2023.
Ha sido seleccionada nacional en Juegos Olímpicos Juveniles en 2010, Juegos Panamericanos de 2015, 2019 y 2023 y en los Juegos Odesur de 2010, 2014, 2018 y 2022, y en los Juegos Olímpicos de París 2024 en ILCA 6, siendo la primera chilena en clasificar en ILCA 6.